# Phòng tuyến Izyum

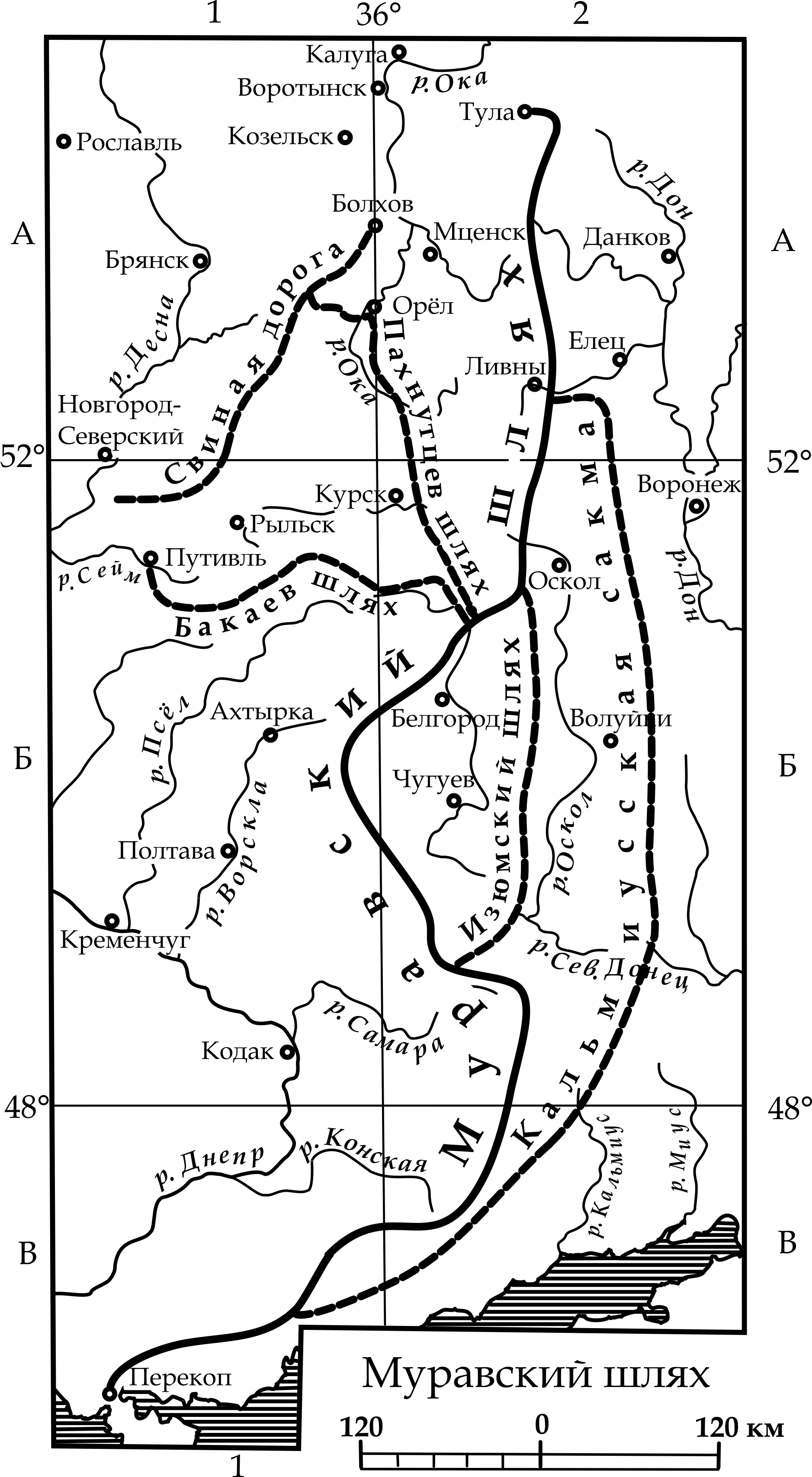
Phòng tuyến Izyum trên địa bàn Ukraina và Krym.

Phòng tuyến Izyum (tiếng Ukraina: Ізюмський шлях, tiếng Nga: Изюмский шлях, tiếng Tatar: Ізюмська сакма) là giới hạn theo thỏa hiệp giữa Sa quốc Nga và Hãn quốc Krym, sau đó là Đột Quyết. Mặc dù chỉ mang tính ước lệ và không chắc chắn, nhưng hệ thống phòng ngự này đã giúp Nga và Ukraina yên ổn hơn nửa thế kỷ để dồn lực cải tổ quốc gia.